# Wilhelm von Schachten
Wilhelm von Schachten (* um 1500; † 31. Juli 1553 in Kassel) war Marschall des Landgrafen Philipp I. von Hessen und Mitglied des Regentschaftsrates, der dem jungen Sohn Philipps, Wilhelm IV., während der 5-jährigen Gefangenschaft Philipps 1547–1552 in den Niederlanden beistand.
Wilhelm von Schachten entstammte einem alten landgräflich-hessischen Ministerialengeschlecht, den Herren von Schachten, dessen Stammsitz im nordhessischen Dorf Schachten bei Grebenstein war. Er war ein Enkel Dietrichs von Schachten und dessen Frau Anna von Boyneburg und der Sohn Georgs von Schachten (* um 1480; † 1533) und dessen Frau Dorothea von Reckrodt (* um 1480).
Als Landgraf Philipp im Juni 1547 nach Halle reiste, um sich Kaiser Karl V. zu unterwerfen, wurde Wilhelm von Schachten – zusammen mit Philipps Kanzler Heinrich Lersner sowie Rudolf Schenk zu Schweinsberg und Simon Bing – Mitglied des Regentschaftsrates, der Philipps Sohn Wilhelm IV. und dessen Mutter Christina von Sachsen bei der Verwaltung der Landgrafschaft beistand, bis Philipp im September 1552 aus der kaiserlichen Gefangenschaft wieder nach Kassel zurückkehrte. Im Herbst 1551 waren Wilhelm von Schachten und Simon Bing als hessische Bevollmächtigte an den Verhandlungen mit dem französischen Gesandten, dem Bischof Jean V. von Bayonne, und den Vertretern Sachsens, Brandenburgs und Mecklenburgs in Friedewald und im Jagdschloss Lochau beteiligt, die schließlich zum gegen Kaiser Karl gerichteten Vertrag von Chambord zwischen der protestantischen Fürstenopposition im Reich und König Heinrich II. von Frankreich führten.
Durch seine Heirat mit Elisabeth von Schlitz gen. von Görtz, Tochter des Junkers Werner von Schlitz, erbte er die halbe Herrschaft Schlitz. Im Jahre 1552 begann er mit dem Bau der Schachtenburg, einem Adelssitz innerhalb der Stadt Schlitz, den seine Witwe 1557 fertigstellte.
Am 9. Juli 1553 befehligte er im Zweiten Markgrafenkrieg ein Aufgebot von 700 hessischen Rittern auf der siegreichen sächsisch-braunschweigischen Seite in der blutigen Schlacht bei Sievershausen gegen Markgraf Albrecht Alcibiades von Brandenburg-Kulmbach. Dabei wurde er so schwer verwundet, dass er drei Wochen später starb. Er wurde in der Kirche St. Martin in Kassel beigesetzt.